# Magdloser Wasser
Das Magdloser Wasser (DGKZ 422-2) ist ein etwa 7,2 km langer Bach auf dem Gebiet der Gemeinde Flieden im Landkreis Fulda in Hessen. Der Bach hat ein Einzugsgebiet von 20,11 km². 

## Verlauf
Er entspringt im Südosten des Vogelsbergs knapp 1 km nordwestlich von Storker Hof und verläuft zunächst nach Südosten bis Storker Hof, das er südlich umfließt und dann in allgemein östliche Richtung umbiegt. Auf etwa 2,7 km Länge fließt er danach erst durch Magdlos und dann südlich an Federwisch vorbei. Von Magdlos bis Federwisch verläuft die Kreisstraße K 84 auf seiner Südseite im Bachtal entlang. Unmittelbar westlich von Döngesmühle wendet sich der Bach nach Nordosten, nach etwa 1,2 km Fließstrecke wieder nach Südosten, und schließlich vereinigt er sich nach weiteren 2,2 km in Flieden unter der Bahnhofsbrücke mit dem Kautzer Wasser zum Fulda-Zufluss Fliede.